# قصر الخلد

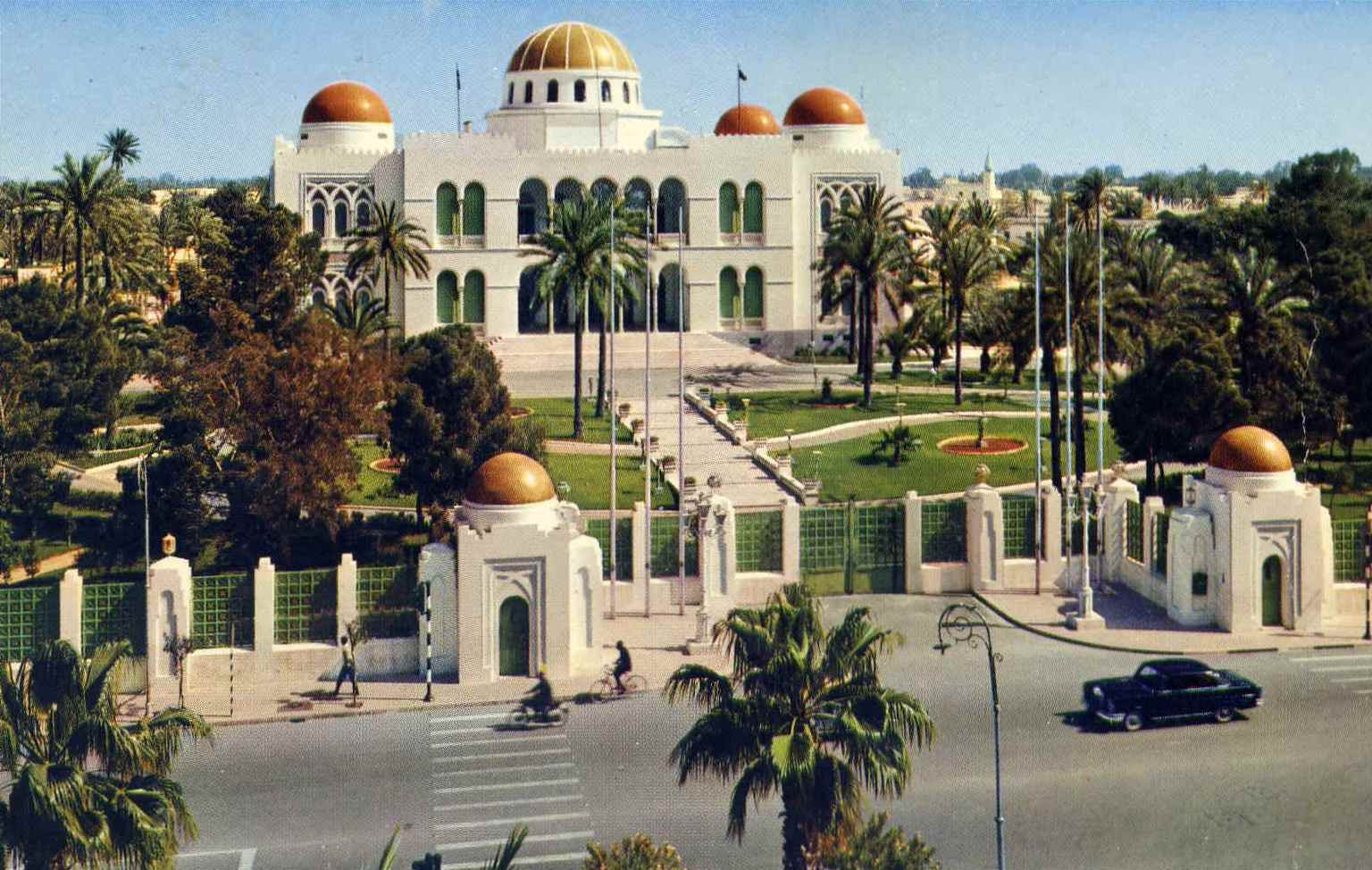
القصر أواخر الستينيات.

قصر الخلد أو قصر الشعب في طرابلس، ليبيا.
هو القصر الذي كان مقرا ملكيا ليبيا بين عامي 1951 - 1964 حيث اتخذه الملك إدريس الأول كمقرا رسمي في الفترة بين 1951 وحتى 1964.
تأسس القصر ليكون مقرا للحاكم العام الإيطالي لليبيا ابان فترة الاستعمار الإيطالي حيث قام ببنائه إيتالو بالبو وليعرف باسم قصر الحاكم "Palazzo del Governatore " حتى أواخر العام 1943.
تأثر القصر ببعض الضرر عقب الغارة الأمريكية على ليبيا العام 1986. القصر يوجد في حي الظهرة في المدينة، وتم تحويله وحدائقه إلى «متحف ليبيا».